# Ovobulbus bokerella
Espèce
Ovobulbus bokerella est une espèce d'araignées aranéomorphes de la famille des Oonopidae.

## Distribution
Cette espèce se rencontre en Israël et au Sinaï en Égypte.

## Description
Le mâle holotype mesure 1,54 mm et la femelle paratype 1,64 mm.

## Publication originale
- Saaristo, 2007 : The oonopid spiders (Aranei: Oonopidae) of Israel. Arthropoda Selecta, vol. 15, p. 119-140 (texte intégral).